# Elizabeth Henstridge
Elizabeth Frances Henstridge (Sheffield, 11 de septiembre de 1987) es una actriz inglesa. Es conocida por su personaje de Jemma Simmons en la serie Agents of S.H.I.E.L.D.

## Biografía

### Vida y carrera
Henstridge nació en Sheffield, Inglaterra, asistiendo a la primaria en la Meadowhead School y luego a la King Edward VII School, antes de graduarse en la Universidad de Birmingham. Estudió actuación en la East 15 Acting School y más tarde se trasladó a Los Ángeles. En 2012 fue elegida como protagonista en el piloto de la serie de la cadena The CW Shelter, y coprotagonizó los largometrajes The Thompsons, Gangs of Tooting Broadway y Reach Me. En la televisión británica, apareció en 2011 en la serieHollyoaks en el papel de Emily Alexander.
En noviembre de 2012, Henstridge fue elegida para interpretar a la agente Jemma Simmons, un personaje regular de la serie de la ABC Agents of S.H.I.E.L.D. La serie fue ordenada oficialmente el 10 de mayo de 2013 y se estrenó en la cadena de televisión ABC (Estados Unidos) el 24 de septiembre de 2013.

## Filmografía

### Cine
| Año  | Título                     | Personaje         | Notas        |
| ---- | -------------------------- | ----------------- | ------------ |
| 2010 | Easy Under the Apple Bough | Hija del granjero | Cortometraje |
| 2011 | And the Kid                | Kid               | Cortometraje |
| 2012 | The Thompsons              | Riley Stuart      |              |
| 2012 | Delicacy                   | The Virgin        | Cortometraje |
| 2013 | Gangs of Tooting Broadway  | Kate              |              |
| 2014 | Reach Me                   | Eve               |              |
| 2016 | Wolves at the Door         | Abigail Folger    |              |
| 2019 | Navidad en el Plaza        | Jessica Cooper    |              |
| 2023 | Mystery Island             | Emilia Priestly   |              |

### Televisión
| Año       | Título                                   | Personaje           | Notas                                          |
| --------- | ---------------------------------------- | ------------------- | ---------------------------------------------- |
| 2011      | Hollyoaks                                | Emily Alexander     | 2 episodios                                    |
| 2012      | Shelter                                  | Grace               | Piloto no transmitido de The CW                |
| 2013-2020 | Agents of S.H.I.E.L.D.                   | Jemma Simmons       | 135 episodios; También directora de 1 episodio |
| 2014      | Film School Shorts                       | The Virgin          | Episodio: "Sugar & Spice"                      |
| 2015-2017 | Penn Zero: Casi héroe                    | Princesa (voz)      | 4 episodios                                    |
| 2016      | Ultimate Spider-Man Vs. The Sinister Six | Jemma Simmons (voz) | Episodio: "Lizards"                            |
| 2016      | Agents of S.H.I.E.L.D.: Slingshot        | Jemma Simmons       | Episodio: "Progress"                           |
| 2017      | Temporary                                | Emily               | Episodio: "Poe Fashion"                        |
| 2022      | Suspicion                                | Tara                | 8 episodios                                    |
| 2022-2024 | Superman & Lois                          | Elizabeth Luthor    | 7 episodios; También directora de 4 episodios  |

### Teatro
| Año  | Título                 | Personaje     |
| ---- | ---------------------- | ------------- |
| 2013 | Breakfast at Tiffany's | Emily Eustace |
| 2016 | Tío Vania              | Sonia         |
| 2019 | King Hedley II         | Ruby          |